# Fracasso (canção)
Fracasso é a sexta faixa do álbum Chiaroscuro da cantora brasileira de rock Pitty. Essa faixa faixa primeiramente recebeu um videoclipe para a divulgação de chiaroscope em que foi lançado na rede de internet, que não se tornou um single oficial, apenas promocional.

No dia 8 de Fevereiro, Pitty posta em seu twitter que esta faixa se tornou o próximo single, substituindo assim o primeiro Me Adora, dizendo:
| “ | Me Adora passou de 4 milhões de views no Youtube. Agora é hora de novo single: Fracasso. | ” |

.Fracasso com um ritmo forte, traz uma letra surpreendentemente inteligente, em que conduz a alto capacidade de composição de Pitty, trazendo idéias e mensagens sob o comando de uma análise humana, o que já decorreu em vários outros singles de Pitty. Além disso Pitty lançou através do compacto : Fracasso outra música : Sob o Sol, que será faixa promocional( lado b do compacto), tanto para divulgar o segundo single (fracasso) como pode ser tocada nas rádios.

## Videoclipe
O videoclipe  que foi lançado na rede de internet para divulgar o Chiaroscope, se passa dentro do estúdio das gravações do álbum Chiaroscuro, onde eles mesmo gravam o video e tem até direito a dancinha de Pitty.

Entretanto, Pitty lançou no dia 14 de junho o videoclipe oficial da música. O Videoclipe foi gravado no dia 21 de maio de 2010, em que no mesmo dia foi postado pela Pitty em seu twitter fotos do video, gravado pelo diretor Oscar Rodrigues Alves. No video novo Pitty fala sobre uma diva que se deixa dominar pelo Fracasso. Pitty disse em uma entrevista:
| “ | A música é inspirada nesses 'personagens da vida real' que foram bem sucedidos em algum momento e depois não souberam lidar com baixos na carreira ou na vida pessoal e acabaram se desesperando, surtando e querendo aparecer a qualquer custo. | ” |

| “ | O Oscar teve um insight e decidiu usar a degradação física do personagem para descrever esse processo de enlouquecimento. | ” |

Pitty colocou em seu twitter mais fotos do video no dia seguinte,assim começou a gerar matérias do tão aguardado video novo da cantora,os fãs se mostraram ansiosos para o lançamento.No dia 8 de junho foi divulgado no twitter da cantora o making of do video, onde aparecia ela cantando e gravando o video novo. No dia 10 de junho Pitty posta em seu site que o video está preste a ser lançado, que será no dia 14 de junho no programa Acesso MTV. No dia 14 de Junho foi postado pelo YouTube no Canal da Deckdisc com o videoclipe já tendo 400 views nas primeiras horas antes do lançamento oficial pelo Acesso MTV. Lembrando que o single foi lançado em Fevereiro, o video teve uma demora ao ser gravado e lançado, mas a midia tem boas expectativas para este lançamento.
O video logo após o seu lançamento foi criticado por muitos fãs usando o tag do twitter, sendo as reclamações do video ser cansativo, sem história e outros tipos de comentário. Pitty deixou claro em seu site que o video teve um grande significado em relação à música, a banda queria um video simples e principalmente direto, que condiz aos versos da música. Com seus elementos no video, o diretor Oscar colocou em um fundo escuro (Neutro) para ter  significado ao que o personagem está sentindo e não onde estaria sentindo; com a base do fracasso interior da "diva". As poses, reações, jeito e peformace da Pitty traduziu uma personagem decadente, fracassada, não aceitando ao que convém e desprezando aquilo que nem poderia conseguir. As falhas na maquiagem seria o quanto a "diva" estava fracassada não conseguindo se recuperar do melhor jeito. Muitos criticaram a forma de imitar Lady Gaga, Avril Lavigne, Miley Cyrus, mas Pitty deixou claro 
| “ | Sobre as comparações infundadas com Lady Gaga, Avril Lavigne, Miley Cyrus e afins, por favor, né. Basta que eu diga que as referências da minha geração são completamente outras. | ” |

Pitty além disso lembrou aos fãs sobre o video de White Stripes com a Kate Moss dançando do começo ao fim e ao de Radiohead no video de No Suprises. Sendo por fim o video foi bastante valorizado na sua Edição e Fotografia, sendo um video bastante original na carreira da Pitty, em que todos nesses anos já teria lançado vários videos de todos os tipos possíveis. Além disso no video apareceram Coringa e Hitler, apesar de serem motivo de "O Fracasso Lhe Subiu A Cabeça", Pitty afirmou que nem tinha noção de que eles iriam aparecer, sendo um video imprevisível.

## Expectativa
O single possui um ritmo muito pesado como o outro single já lançado "De Você", do álbum Anacrônico. De Você não foi tocado nas rádios e nem apareceu em airplay, pois seu ritmo era extremamente forte, pode sim acontecer novamente com este single Fracasso, pois o estilo lembra muito o Hard Rock já tocado por outros tipos de banda de tal estilo. Mas Pitty adiantou em seu twitter que sim, Fracasso vai tocar nas rádios e consigo trazer êxitos em airplay do Hot 100 e da Billboard Brasil.

## Crítica
Ao começo, os fãs achavam que o próximo single não seria Fracasso e sim Água Contida, mas por prova, destacaram que Fracasso foi um single totalmente inesperado, mas as expectativas eram boas, pois não só como um ritmo forte Fracasso destacava-se com uma letra super inteligente e de boa composição, assim tendo criticas positivas e super motivadoras em tais canais de internet inclusive a MTV. Após o lançamento do video houve bastante criticas negativas em relação ao video, mas também positivas como um video bastante original com uma fotografia incrível.

## Letra
O novo single da Pitty condiz uma letra clara e sutil, desprezando o valor Pop que continha Me Adora. Com um ritmo forte, a letra traz como uma auto relação entre o ser humano e seus fracassos sofridos. Com o refrão exaltando o trecho "O Fracasso Lhe Subiu a Cabeça" traz a forma da reação humana ao lidar com um fracasso. A queda sentimental, baixa autoestima, decadência , inveja e o desprezo àquilo que não se pode ter, levando a fábula da A Raposa e as Uvas no trecho "Declara as uvas verdes mas não fica em paz" que condiz ao ato de desdenhar aquilo que não pode ter e sofrer com o sentimento de perda, se ja ele qual for, seria umas da reações do Fracasso.

## Lista de faixas
| Download digital |            |                |         |  |
| N.º              | Título     | Compositor(es) | Duração |  |
| 1.               | "Fracasso" | Pitty          | 3:33    |  |

### Posições
| Tabelas musicais (2010)  | Melhor posição |
| ------------------------ | -------------- |
| Brasil Hot 100 Airplay   | 7              |
| Brasil Hot Pop & Popular | 40             |
| Hit Parade Brasil        | 8              |

## Prêmios e indicações
| Ano  | Prêmio                 | Categoria                    | Resultado |
| ---- | ---------------------- | ---------------------------- | --------- |
| 2010 | MTV Video Music Brasil | Hit do Ano                   | Venceu    |
| 2010 | Prêmio Top 100 Brazil  | Videoclipe de Rock Nacional  | Venceu    |
| 2010 | Prêmio Top 100 Brazil  | Direção Nacional             | Venceu    |
| 2010 | Prêmio Top 100 Brazil  | Videoclipe Feminino Nacional | Indicado  |
| 2010 | Meus Prêmios Nick      | Música do Ano                | Indicado  |